# Rosario Dawson
Rosario Isabel Dawson (Nueva York; 9 de mayo de 1979) es una actriz, actriz de voz, y productora estadounidense de ascendencia afro-hispanoamericana. Es reconocida por haber trabajado en películas como Sin City y Hombres de negro II, además de prestarle voz al personaje Mujer Maravilla en el Universo de Películas Animadas de DC. 
Actualmente interpreta a Ahsoka Tano en The Mandalorian y su spin-off.

## Biografía

### Primeros años
Dawson nació en Nueva York. Su madre, Isabel Celeste, que era fontanera, escritora y cantante, tenía 17 años cuando tuvo a Rosario, y nunca se casó con Patrick Harris, su padre biológico. Rosario es de ascendencia puertorriqueña, nativo americana/dominicana/taína, cubana y afrodescendiente. Cuando su madre tenía 18 años, se casó con su novio Greg Dawson, un carpintero que "quería a Rosario y la crio como su propia hija". De este matrimonio nació el hermano menor de Rosario, Clay, en 1983. Dado que su padre biológico desapareció de su vida, Dawson ha declarado que Greg "siempre ha sido mi padre". Con poco dinero decidieron vivir en un edificio abandonado en el Lower East Side de Manhattan, cuando Rosario tenía seis años y su hermano Clay dos. Allí crecieron sin pagar renta; instalaron tuberías y cable eléctrico para convertir el edificio en un squat. Fue entonces cuando la carrera de actriz de Rosario comenzó. Estaban rodando un anuncio en su bloque, y ella estaba afuera mirando a un miembro del equipo del cual estaba enamorada, cuando un vagabundo le preguntó si había algún apartamento abierto en su squat, y ella se echó a reír de forma muy fuerte. Larry Clark se acercó y pensó que le iba a decir que se callara. En su lugar, le preguntó si le gustaría aparecer en su película Kids, que trataba sobre los adolescentes, el sexo y el VIH. Eran cosas subidas de tono, pero su familia no se opuso. "Yo sólo trabajé cuatro días", dice Rosario.
De sus ganancias usaron el dinero para ir de vacaciones a ver a la familia de su padre en Texas, y terminó emigrando hacia allí. Al año siguiente, Rosario recibió una llamada de Larry en la que le decía que fuese de nuevo a Nueva York, ya que la película estaba saliendo, y querían hacer una sesión de fotos para la revista Harper's Bazaar. La crítica comentó bastante sobre su actuación desinhibida. A los 16 años, se mudó a Nueva York y se inscribió en el Lee Strasberg Theatre & Film Institute.
Después de 25 años de un matrimonio tempestuoso, sus padres Greg e Isabel, se divorciaron.

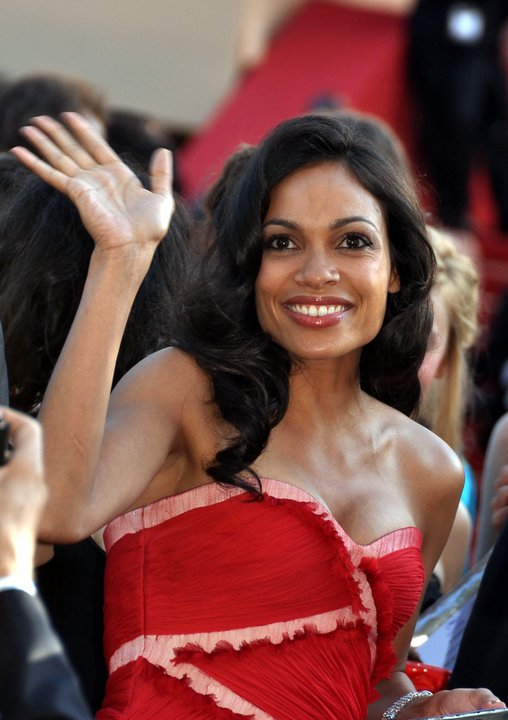
Rosario Dawson en Cannes 2011

### Carrera
Dawson comienza muy joven su carrera como actriz de modo casual, tras aceptar la propuesta de Larry Clark —quien se fijó en ella en las calles de su ciudad natal— de participar en su primera película Kids, en 1995. Dos años más tarde, el director Spike Lee la unió a Denzel Washington en He Got Game, y su carrera despegó. Pero no ha sido un camino fácil. "Me he encontrado con racismo", comentó Rosario al Daily Mail, "pero los tiempos están cambiando. Conocí a algunos directores de casting cuando estaba en Londres, y si eres un gran actor en el Reino Unido, se obtiene el papel."
Tiene la intención de producir una película basada en un cómic creado por ella, "The Occult Crimes Taskforce", protagonizado por Sophia Ortiz, una policía encargada de investigar crímenes sobrenaturales.
Ha producido una película llamada Descenso, en la que interpreta a una víctima violada tratando de componer su vida nuevamente. En este, como en otros proyectos, Rosario hace uso del cine para mostrar a las mujeres que normalmente no tienen voz.
Ha sabido combinar actuaciones tanto en películas comerciales como en otras dentro del cine más independiente, trabajando con directores como Robert Rodriguez, Kevin Smith, Oliver Stone o Spike Lee.
Parte de su tiempo lo dedica a obras de caridad, como Global Cool, que hace campaña para la concienciación sobre el cambio climático, y es particularmente activa en Voto Latino, un grupo que cofundó para alentar a los jóvenes Latinos de Estados Unidos a registrarse y votar.
A partir de la década de 2010 ha ganado fama además por interpretar el rol de Claire Temple / Night Nurse en las series de Marvel producidas en la plataforma en línea Netflix, siendo estas: Daredevil (2015-2016), Jessica Jones (2015), Luke Cage (2016), Iron Fist (2017) y The Defenders (2017).

### Vida privada
Su familia no podía permitirse pagar los estudios universitarios de sus hijos, pero una vez que Rosario comenzó a hacer películas, pudo darles dinero para que su hermano Clay fuera a la Universidad George Washington.
Rosario Dawson estuvo saliendo con el actor de Sex and the City, Jason Lewis, durante dos años, hasta que rompieron en noviembre de 2006.
En 2012, estuvo relacionada sentimentalmente con Danny Boyle, hasta que confirmó su ruptura en el 2013.
Dawson adoptó a una niña de 12 años en 2014.
Luego de meses de especulaciones, en 2016, el actor Eric André confirmó que estaba saliendo con la actriz. Sin embargo, tras más de un año de noviazgo, decidieron dar fin a su relación.
En marzo de 2019, Dawson confirmó su relación con el senador estadounidense Cory Booker pero terminaron en 2022.

## Filmografía

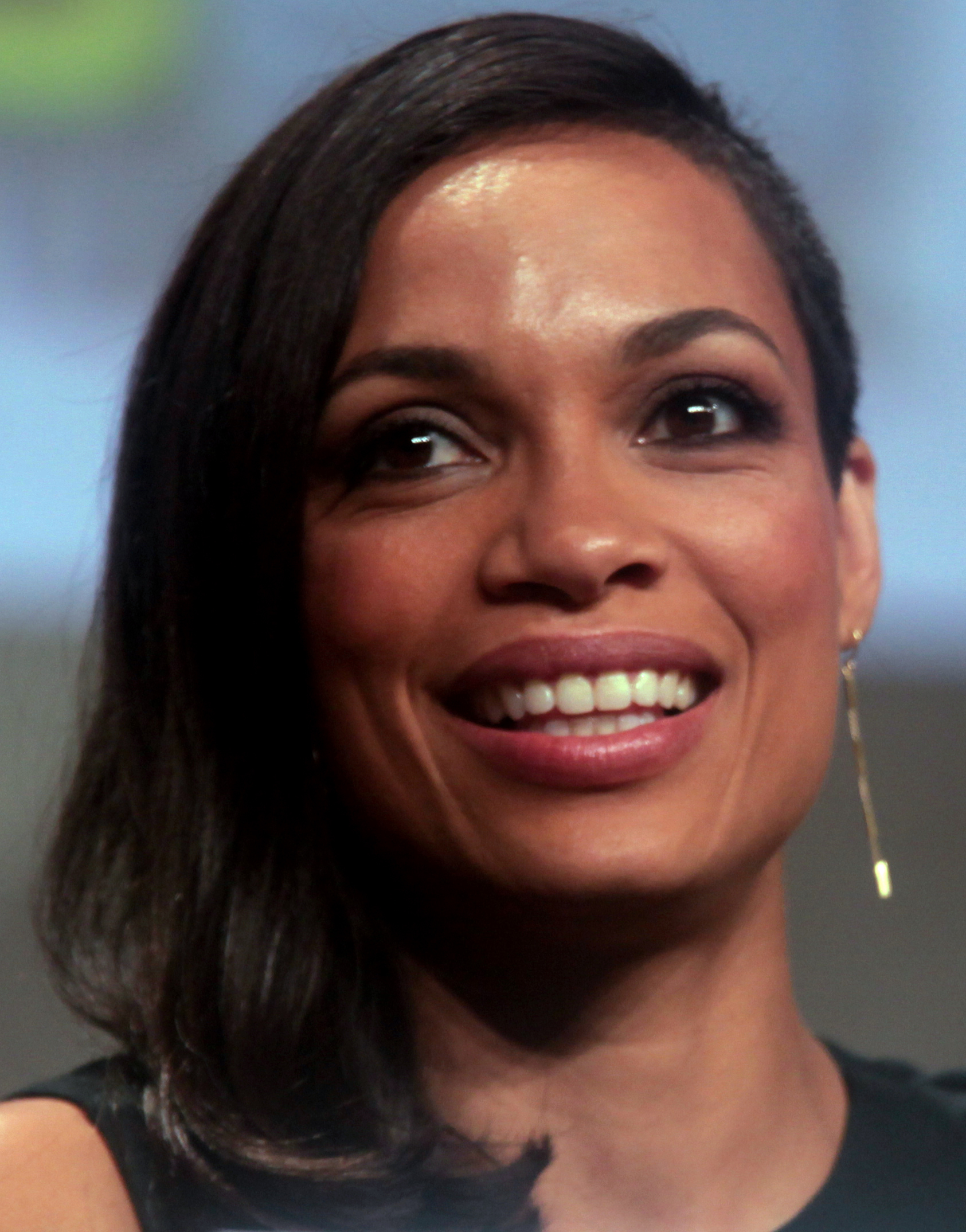
Rosario Dawson en la Convención Internacional de Cómics de San Diego en 2014

### Cine
| Año  | Título                                       | Papel                          | Notas              |
| ---- | -------------------------------------------- | ------------------------------ | ------------------ |
| 1995 | Kids                                         | Ruby                           |                    |
| 1997 | Girls' Night Out                             | Girl                           | Cortometraje       |
| 1998 | He Got Game                                  | Lala Bonilla                   |                    |
| 1998 | Side Streets                                 | Marisol Hidalgo                |                    |
| 1999 | Light It Up                                  | Stephanie Williams             |                    |
| 2000 | Down to You                                  | Lana                           |                    |
| 2000 | King of the Jungle                           | Veronica                       |                    |
| 2001 | Josie and the Pussycats                      | Valerie Brown                  |                    |
| 2001 | Sidewalks of New York                        | Maria Tedesko                  |                    |
| 2001 | Trigger Happy                                | Dee                            |                    |
| 2001 | Chelsea Walls                                | Audrey                         |                    |
| 2002 | Miércoles de Ceniza                          | Grace Quinonez                 |                    |
| 2002 | The First $20 Million Is Always the Hardest  | Alisa                          |                    |
| 2002 | Hombres de negro II                          | Laura Vasquez                  |                    |
| 2002 | The Adventures of Pluto Nash                 | Dina Lake                      |                    |
| 2002 | Love in the Time of Money                    | Anna                           |                    |
| 2002 | 25th Hour                                    | Naturelle Riviera              |                    |
| 2003 | V-Day: Until the Violence Stops              | Ella misma                     | Documental         |
| 2003 | This Girl's Life                             | Martine                        |                    |
| 2003 | Shattered Glass                              | Andy Fox                       |                    |
| 2003 | El tesoro del Amazonas                       | Mariana                        |                    |
| 2004 | Alejandro Magno                              | Roxana                         |                    |
| 2005 | This Revolution                              | Tina Santiago                  |                    |
| 2005 | Sin City                                     | Gail                           |                    |
| 2005 | Little Black Dress                           | Haley                          | Cortometraje       |
| 2005 | Rent                                         | Mimi Marquez                   |                    |
| 2006 | Clerks II                                    | Rebecca "Becky" Scott          |                    |
| 2006 | A Guide to Recognizing Your Saints           | Laurie                         |                    |
| 2007 | Death Proof                                  | Abernathy Ross                 |                    |
| 2007 | Descent                                      | Maya                           | También productora |
| 2008 | Explicit Ills                                | La mamá de Babo                |                    |
| 2008 | Eagle Eye                                    | Zoe Perez                      |                    |
| 2008 | Killshot                                     | Donna                          |                    |
| 2008 | Siete almas                                  | Emily Posa                     |                    |
| 2009 | Wonder Woman                                 | Artemis de Bana-Mighdall (voz) |                    |
| 2009 | The Haunted World of El Superbeasto          | Velvet Von Black (voz)         |                    |
| 2009 | The People Speak                             | Ella misma                     | Documental         |
| 2010 | Awake                                        | Robin                          | Cortometraje       |
| 2010 | Percy Jackson y el ladrón del rayo           | Perséfone                      |                    |
| 2010 | Unstoppable                                  | Connie Hooper                  |                    |
| 2011 | Miss Representation                          | Ella misma                     | Documental         |
| 2011 | Girl Walks into a Bar                        | June                           |                    |
| 2011 | El guardián del zoológico                    | Kate                           |                    |
| 2011 | 10 Years                                     | Mary                           |                    |
| 2012 | Fire with Fire                               | Talia Durham                   |                    |
| 2013 | Trance                                       | Elizabeth Lamb                 |                    |
| 2013 | Gimme Shelter                                | June Bailey                    |                    |
| 2013 | Cesar Chavez                                 | Dolores Huerta                 | [ 3 ]              |
| 2013 | Parts Per Billion                            | Mia                            |                    |
| 2013 | Raze                                         | Rachel                         |                    |
| 2014 | Sin City: A Dame to Kill For                 | Gail                           |                    |
| 2014 | The Captive                                  | Nicole                         |                    |
| 2014 | Top Five                                     | Chelsea Brown                  |                    |
| 2015 | Tinker Bell and the Legend of the NeverBeast | Nyx (voz)                      |                    |
| 2015 | Justice League: Throne of Atlantis           | Wonder Woman (voz)             |                    |
| 2015 | Puerto Ricans in Paris                       | Vanessa                        |                    |
| 2016 | Justice League vs. Teen Titans               | Wonder Woman (voz)             |                    |
| 2016 | Ratchet & Clank                              | Elaris (voz)                   |                    |
| 2017 | Justice League Dark                          | Wonder Woman (voz)             |                    |
| 2017 | Unforgettable                                | Julia Banks                    |                    |
| 2017 | The Lego Batman Movie                        | Barbara Gordon/Batgirl (voz)   |                    |
| 2018 | Death of Superman                            | Wonder Woman (voz)             |                    |
| 2019 | Someone Great                                | Hannah                         |                    |
| 2019 | Zombieland: Double Tap                       | Nevada                         |                    |
| 2020 | Justice League Dark: Apokolips War           | Wonder Woman (voz)             |                    |
| 2023 | Haunted Mansion                              | Gabbie                         |                    |

### Televisión
| Año       | Título                | Papel                                | Notas                                                      |
| --------- | --------------------- | ------------------------------------ | ---------------------------------------------------------- |
| 2003      | Punk'd                | Ella misma                           | (temporada 1: episodio 8)                                  |
| 2007      | Robot Chicken         | Clara Palmer / Novia de Dean / Mujer | "More Blood, More Chocolate" (temporada 3: episodio 8)     |
| 2008      | Gemini Division       | Anna Diaz                            | Serie web; 50 episodios; productora ejecutiva              |
| 2009      | Saturday Night Live   | Ella misma                           | "Rosario Dawson/Fleet Foxes" (temporada 34: episodio 13)   |
| 2009      | Bob Esponja           | Ella misma                           | "Atrapados en el congelador" (temporada 6: episodio 23-24) |
| 2011      | Five                  | Lili                                 | Telefilme                                                  |
| 2015—2018 | Daredevil             | Claire Temple / Night Nurse          | Personaje principal; serie de TV de Netflix                |
| 2015      | Jessica Jones         | Claire Temple                        | Estrella invitada; 1 episodio; serie de TV de Netflix      |
| 2016      | Luke Cage             | Claire Temple                        | 7 episodios; serie de TV de Netflix                        |
| 2017      | Iron Fist             | Claire Temple                        | 6 episodios; serie de TV de Netflix                        |
| 2017      | The Defenders         | Claire Temple                        | 6 episodios; serie de TV de Netflix                        |
| 2018—2019 | Jane the Virgin       | Jane Ramos                           | Elenco Principal, serie de TV de The CW                    |
| 2020      | The Mandalorian       | Ahsoka Tano                          | Invitada 1 episodio, serie de TV Disney +                  |
| 2021      | Dopesick              | Bridget Meyer                        | 8 episodios; serie de TV de Hulu                           |
| 2022      | El libro de Boba Fett | Ahsoka Tano                          | Invitada 1 episodio, serie de TV Disney +                  |
| 2022      | DMZ                   | Alma "Zee" Ortega                    | Protagonista principal, miniserie de TV HBO Max            |
| 2023      | Ahsoka                | Ashoka Tano                          | Protagonista, serie de TV Disney +                         |

### Videojuegos
| Año  | Título                                          | Papel            | Notas |
| ---- | ----------------------------------------------- | ---------------- | ----- |
| 2006 | Marc Eckō's Getting Up: Contents Under Pressure | Tina (voz)       |       |
| 2012 | Syndicate                                       | Lily Drawl (voz) |       |
| 2020 | NBA 2K20                                        | Isa              |       |
| 2022 | Dying Light 2 Stay Human                        | Lawan            |       |